# ITF Women's Circuit 2000
L'ITF Women's Circuit 2000 è stata una serie di tornei gestita dall'organo internazionale del tennis, l'ITF. Lo scopo di questi tornei è quello di permettere, in particolare alle giovani tenniste, di migliorare la loro classifica per giocare in tornei più importanti. L'ITF Women's Circuit comprende tornei che hanno montepremi che vanno dai 10 000 ai 100 000 dollari.

## Gennaio
| Settimana  | Torneo                                                                                   | Vincitrice                        | Finalista                            | Semifinaliste          | Quarti di finale                                                   |
| ---------- | ---------------------------------------------------------------------------------------- | --------------------------------- | ------------------------------------ | ---------------------- | ------------------------------------------------------------------ |
| 10 gennaio | Challenger of Boca Raton 2000 Boca Raton, Stati Uniti Cemento $10 000 Singolare - Doppio | Lindsay Lee-Waters 6-2, 3-6, 6-3  | Olga Vymetálková                     | Dawn Buth Carine Bornu | Jennifer Langer Marina Lazarovska Stephanie Mabry Jacqueline Trail |
| 10 gennaio | Challenger of Boca Raton 2000 Boca Raton, Stati Uniti Cemento $10 000 Singolare - Doppio | Maiko Inoue Li Ting 4-6, 6-2, 6-3 | Olga Vymetálková Gabriela Chmelinova | Dawn Buth Carine Bornu | Jennifer Langer Marina Lazarovska Stephanie Mabry Jacqueline Trail |
| 17 gennaio | Challenger of Boca Raton 2 2000 Boca Raton, USA Cemento $10,000                          |                                   |                                      |                        |                                                                    |
| 17 gennaio | Challenger of Boca Raton 2 2000 Boca Raton, USA Cemento $10,000                          |                                   |                                      |                        |                                                                    |
| 24 gennaio | ITF Women's Circuit Hollandale Beach 2000 Hollandale Beach, USA Cemento $10,000          |                                   |                                      |                        |                                                                    |
| 24 gennaio | ITF Women's Circuit Hollandale Beach 2000 Hollandale Beach, USA Cemento $10,000          |                                   |                                      |                        |                                                                    |
| 24 gennaio | Swedbank Ladies 2000 Båstad, Svezia Cemento $10,000                                      |                                   |                                      |                        |                                                                    |
| 24 gennaio | Swedbank Ladies 2000 Båstad, Svezia Cemento $10,000                                      |                                   |                                      |                        |                                                                    |
| 31 gennaio | ITF Women's Circuit Wellington 2000 Wellington, Nuova Zelanda Cemento $10,000            |                                   |                                      |                        |                                                                    |
| 31 gennaio | ITF Women's Circuit Wellington 2000 Wellington, Nuova Zelanda Cemento $10,000            |                                   |                                      |                        |                                                                    |
| 31 gennaio | The Jersey International 2000 Jersey, Gran Bretagna Cemento $10,000                      |                                   |                                      |                        |                                                                    |
| 31 gennaio | The Jersey International 2000 Jersey, Gran Bretagna Cemento $10,000                      |                                   |                                      |                        |                                                                    |
| 31 gennaio | Ted-Firatpen Ladies Open 2000 Istanbul, Turchia Cemento $10,000                          |                                   |                                      |                        |                                                                    |
| 31 gennaio | Ted-Firatpen Ladies Open 2000 Istanbul, Turchia Cemento $10,000                          |                                   |                                      |                        |                                                                    |
| 31 gennaio | Sheriff Jim Coats Clearwater Women's Open 2000 Clearwater, USA Cemento $25,000           |                                   |                                      |                        |                                                                    |
| 31 gennaio | Sheriff Jim Coats Clearwater Women's Open 2000 Clearwater, USA Cemento $25,000           |                                   |                                      |                        |                                                                    |
| 31 gennaio | ITF Women's Circuit Reynosa 2000 Reynosa, Messico Cemento $5,000                         |                                   |                                      |                        |                                                                    |
| 31 gennaio | ITF Women's Circuit Reynosa 2000 Reynosa, Messico Cemento $5,000                         |                                   |                                      |                        |                                                                    |
| 31 gennaio | Trofeo Club Simó 2000 Maiorca, Spagna Terra rossa $10,000                                |                                   |                                      |                        |                                                                    |
| 31 gennaio | Trofeo Club Simó 2000 Maiorca, Spagna Terra rossa $10,000                                |                                   |                                      |                        |                                                                    |

## Febbraio
| Settimana   | Torneo                                                                                      | Vincitrice | Finalista | Semifinaliste | Quarti di finale |
| ----------- | ------------------------------------------------------------------------------------------- | ---------- | --------- | ------------- | ---------------- |
| 7 febbraio  | ITF Women's Circuit Rockford 2000 Rockford, USA Cemento $25,000                             |            |           |               |                  |
| 7 febbraio  | ITF Women's Circuit Rockford 2000 Rockford, USA Cemento $25,000                             |            |           |               |                  |
| 7 febbraio  | AEGON Pro Series Birmingham 2000 Birmingham, Gran Bretagna Cemento $10,000                  |            |           |               |                  |
| 7 febbraio  | AEGON Pro Series Birmingham 2000 Birmingham, Gran Bretagna Cemento $10,000                  |            |           |               |                  |
| 7 febbraio  | Trofeo Ibatur 2000 Maiorca, Spagna Terra rossa $10,000                                      |            |           |               |                  |
| 7 febbraio  | Trofeo Ibatur 2000 Maiorca, Spagna Terra rossa $10,000                                      |            |           |               |                  |
| 7 febbraio  | ITF Women's Circuit Ljubljana 2000 Lubiana, Slovenia Sintetico $25,000                      |            |           |               |                  |
| 7 febbraio  | ITF Women's Circuit Ljubljana 2000 Lubiana, Slovenia Sintetico $25,000                      |            |           |               |                  |
| 14 febbraio | Mitra Kemayoran Women's Circuit 2000 Giacarta, Indonesia Cemento $10,000                    |            |           |               |                  |
| 14 febbraio | Mitra Kemayoran Women's Circuit 2000 Giacarta, Indonesia Cemento $10,000                    |            |           |               |                  |
| 14 febbraio | Faro Ladies Open 2000 Faro, Portogallo Cemento $10,000                                      |            |           |               |                  |
| 14 febbraio | Faro Ladies Open 2000 Faro, Portogallo Cemento $10,000                                      |            |           |               |                  |
| 14 febbraio | ITF Women's Circuit Pec 2000 Pécs, Ungheria Terra rossa $10,000                             |            |           |               |                  |
| 14 febbraio | ITF Women's Circuit Pec 2000 Pécs, Ungheria Terra rossa $10,000                             |            |           |               |                  |
| 14 febbraio | AEGON Pro Series Redbridge 2000 Redbridge, Gran Bretagna Cemento $25,000                    |            |           |               |                  |
| 14 febbraio | AEGON Pro Series Redbridge 2000 Redbridge, Gran Bretagna Cemento $25,000                    |            |           |               |                  |
| 14 febbraio | Dow Corning Tennis Classic 2000 Midland, USA Cemento $75,000                                |            |           |               |                  |
| 14 febbraio | Dow Corning Tennis Classic 2000 Midland, USA Cemento $75,000                                |            |           |               |                  |
| 21 febbraio | Albufeira Ladies Open 2000 Montechoro, Portogallo Terra rossa $10,000                       |            |           |               |                  |
| 21 febbraio | Albufeira Ladies Open 2000 Montechoro, Portogallo Terra rossa $10,000                       |            |           |               |                  |
| 21 febbraio | Mitra Kemayoran Women's Circuit 2000 Giacarta, Indonesia Cemento $10,000                    |            |           |               |                  |
| 21 febbraio | Mitra Kemayoran Women's Circuit 2000 Giacarta, Indonesia Cemento $10,000                    |            |           |               |                  |
| 21 febbraio | AEGON Pro Series Bushey 2000 Bushey, Gran Bretagna Sintetico $25,000                        |            |           |               |                  |
| 21 febbraio | AEGON Pro Series Bushey 2000 Bushey, Gran Bretagna Sintetico $25,000                        |            |           |               |                  |
| 21 febbraio | Internationale Badische Damen Hallenmeisterschaften 2000 Buchen, Germania Sintetico $10,000 |            |           |               |                  |
| 21 febbraio | Internationale Badische Damen Hallenmeisterschaften 2000 Buchen, Germania Sintetico $10,000 |            |           |               |                  |
| 28 febbraio | William Loud Bendigo International 2000 Bendigo, Australia Cemento $25,000                  |            |           |               |                  |
| 28 febbraio | William Loud Bendigo International 2000 Bendigo, Australia Cemento $25,000                  |            |           |               |                  |
| 28 febbraio | Vilamoura Ladies Open 2000 Vilamoura, Portogallo Terra rossa $10,000                        |            |           |               |                  |
| 28 febbraio | Vilamoura Ladies Open 2000 Vilamoura, Portogallo Terra rossa $10,000                        |            |           |               |                  |
| 28 febbraio | ITF Women's Circuit Chengdu City 2000 Chengdu, Cina Cemento $25,000                         |            |           |               |                  |
| 28 febbraio | ITF Women's Circuit Chengdu City 2000 Chengdu, Cina Cemento $25,000                         |            |           |               |                  |

## Marzo
| Settimana | Torneo                                                                          | Vincitrice | Finalista | Semifinaliste | Quarti di finale |
| --------- | ------------------------------------------------------------------------------- | ---------- | --------- | ------------- | ---------------- |
| 4 marzo   | ITF Women's Circuit Victoria 2000 Bendigo, Australia Erba $10,000               |            |           |               |                  |
| 4 marzo   | ITF Women's Circuit Victoria 2000 Bendigo, Australia Erba $10,000               |            |           |               |                  |
| 6 marzo   | ITF Women's Circuit Haikou 2000 Haikou, Cina Cemento $25,000                    |            |           |               |                  |
| 6 marzo   | ITF Women's Circuit Haikou 2000 Haikou, Cina Cemento $25,000                    |            |           |               |                  |
| 6 marzo   | Internazionali Tennis Val Gardena Südtirol 2000 Ortisei, Italia Cemento $25,000 |            |           |               |                  |
| 6 marzo   | Internazionali Tennis Val Gardena Südtirol 2000 Ortisei, Italia Cemento $25,000 |            |           |               |                  |
| 13 marzo  | ITF Women's Circuit Lisbon 2000 Lisbona, Portogallo Terra rossa $10,000         |            |           |               |                  |
| 13 marzo  | ITF Women's Circuit Lisbon 2000 Lisbona, Portogallo Terra rossa $10,000         |            |           |               |                  |
| 20 marzo  | ITF Women's Circuit Stone Mountain 2000 Stone Mountain, USA Cemento $25,000     |            |           |               |                  |
| 20 marzo  | ITF Women's Circuit Stone Mountain 2000 Stone Mountain, USA Cemento $25,000     |            |           |               |                  |
| 20 marzo  | ITF Women's Circuit Nanjing 2000 Nanchino, Cina Cemento $10,000                 |            |           |               |                  |
| 20 marzo  | ITF Women's Circuit Nanjing 2000 Nanchino, Cina Cemento $10,000                 |            |           |               |                  |
| 20 marzo  | Taranto Open 2000 Taranto, Italia Terra rossa $25,000                           |            |           |               |                  |
| 20 marzo  | Taranto Open 2000 Taranto, Italia Terra rossa $25,000                           |            |           |               |                  |
| 27 marzo  | ITF Women's Circuit Nanjing 2000 Nanchino, Cina Cemento $10,000                 |            |           |               |                  |
| 27 marzo  | ITF Women's Circuit Nanjing 2000 Nanchino, Cina Cemento $10,000                 |            |           |               |                  |
| 27 marzo  | Ciudad de Pontevedra 2000 Pontevedra, Spagna Cemento $10,000                    |            |           |               |                  |
| 27 marzo  | Ciudad de Pontevedra 2000 Pontevedra, Spagna Cemento $10,000                    |            |           |               |                  |
| 27 marzo  | ITF Women's Circuit Santiago 2000 Santiago, Cile Terra rossa $10,000            |            |           |               |                  |
| 27 marzo  | ITF Women's Circuit Santiago 2000 Santiago, Cile Terra rossa $10,000            |            |           |               |                  |
| 27 marzo  | Quartu Women's Tour 2000 Quartu Sant'Elena, Italia Terra rossa $10,000          |            |           |               |                  |
| 27 marzo  | Quartu Women's Tour 2000 Quartu Sant'Elena, Italia Terra rossa $10,000          |            |           |               |                  |
| 27 marzo  | Internationaux Féminins d'Amiens 2000 Amiens, Francia Terra rossa $10,000       |            |           |               |                  |
| 27 marzo  | Internationaux Féminins d'Amiens 2000 Amiens, Francia Terra rossa $10,000       |            |           |               |                  |
| 27 marzo  | ITF Women's Circuit Norcross 2000 Norcross, USA Cemento $25,000                 |            |           |               |                  |
| 27 marzo  | ITF Women's Circuit Norcross 2000 Norcross, USA Cemento $25,000                 |            |           |               |                  |
| 27 marzo  | Kalamata Open 2000 Calamata, Grecia Cemento $10,000                             |            |           |               |                  |
| 27 marzo  | Kalamata Open 2000 Calamata, Grecia Cemento $10,000                             |            |           |               |                  |
| 31 marzo  | Makarska Ladies Open 2000 Macarsca, Croazia Terra rossa $10,000                 |            |           |               |                  |
| 31 marzo  | Makarska Ladies Open 2000 Macarsca, Croazia Terra rossa $10,000                 |            |           |               |                  |

## Aprile
| Settimana | Torneo                                                                                       | Vincitrice | Finalista | Semifinaliste | Quarti di finale |
| --------- | -------------------------------------------------------------------------------------------- | ---------- | --------- | ------------- | ---------------- |
| 3 aprile  | Al Habtoor Future Challenge 2000 Dubai, Emirati Arabi Uniti Cemento $75,000                  |            |           |               |                  |
| 3 aprile  | Al Habtoor Future Challenge 2000 Dubai, Emirati Arabi Uniti Cemento $75,000                  |            |           |               |                  |
| 3 aprile  | ITF Women's Circuit West Palm 2000 West Palm Beach, USA Terra rossa $75,000                  |            |           |               |                  |
| 3 aprile  | ITF Women's Circuit West Palm 2000 West Palm Beach, USA Terra rossa $75,000                  |            |           |               |                  |
| 3 aprile  | Torneo Internazionale Femminile Città di Cagliari 2000 Cagliari, Italia Terra rossa $25,000  |            |           |               |                  |
| 3 aprile  | Torneo Internazionale Femminile Città di Cagliari 2000 Cagliari, Italia Terra rossa $25,000  |            |           |               |                  |
| 3 aprile  | Open Gaz de France de Bretagne 2000 Dinan, Francia Terra rossa $25,000                       |            |           |               |                  |
| 3 aprile  | Open Gaz de France de Bretagne 2000 Dinan, Francia Terra rossa $25,000                       |            |           |               |                  |
| 7 aprile  | Dubrovnik & Riviera Cavtat Open 2000 Ragusa Vecchia, Croazia Terra rossa $10,000             |            |           |               |                  |
| 7 aprile  | Dubrovnik & Riviera Cavtat Open 2000 Ragusa Vecchia, Croazia Terra rossa $10,000             |            |           |               |                  |
| 8 aprile  | Mimas Tennis Futures 2000 Belo Horizonte, Brasile Cemento $10,000                            |            |           |               |                  |
| 8 aprile  | Mimas Tennis Futures 2000 Belo Horizonte, Brasile Cemento $10,000                            |            |           |               |                  |
| 10 aprile | ITF Women's Circuit Shenyang 2000 Shenyang, Cina Cemento $10,000                             |            |           |               |                  |
| 10 aprile | ITF Women's Circuit Shenyang 2000 Shenyang, Cina Cemento $10,000                             |            |           |               |                  |
| 10 aprile | Trofeo Ediltermica 2000 Maglie, Italia Terra rossa $25,000                                   |            |           |               |                  |
| 10 aprile | Trofeo Ediltermica 2000 Maglie, Italia Terra rossa $25,000                                   |            |           |               |                  |
| 10 aprile | Open GDF SUEZ de Cagnes-sur-Mer Alpes-Maritimes 2000 Cagnes-sur-Mer, Francia Cemento $25,000 |            |           |               |                  |
| 10 aprile | Open GDF SUEZ de Cagnes-sur-Mer Alpes-Maritimes 2000 Cagnes-sur-Mer, Francia Cemento $25,000 |            |           |               |                  |
| 10 aprile | ITF Women's Circuit La Canada 2000 La Cañada, USA Cemento $25,000                            |            |           |               |                  |
| 10 aprile | ITF Women's Circuit La Canada 2000 La Cañada, USA Cemento $25,000                            |            |           |               |                  |
| 10 aprile | ITF Women's Circuit Mumbai 2000 Mumbai, India Cemento $10,000                                |            |           |               |                  |
| 10 aprile | ITF Women's Circuit Mumbai 2000 Mumbai, India Cemento $10,000                                |            |           |               |                  |
| 17 aprile | ITF Women's Circuit Delhi 2000 Delhi, India Cemento $10,000                                  |            |           |               |                  |
| 17 aprile | ITF Women's Circuit Delhi 2000 Delhi, India Cemento $10,000                                  |            |           |               |                  |
| 17 aprile | ITF Women's Circuit Fresno 2000 Fresno, USA Cemento $25,000                                  |            |           |               |                  |
| 17 aprile | ITF Women's Circuit Fresno 2000 Fresno, USA Cemento $25,000                                  |            |           |               |                  |
| 17 aprile | ITF Women's Circuit Prostejov 2000 Prostĕjov, Repubblica Ceca Terra rossa $25,000            |            |           |               |                  |
| 17 aprile | ITF Women's Circuit Prostejov 2000 Prostĕjov, Repubblica Ceca Terra rossa $25,000            |            |           |               |                  |
| 17 aprile | Open Gaz de France Pau-Gelos 2000 Gelos, Francia Terra rossa $25,000                         |            |           |               |                  |
| 17 aprile | Open Gaz de France Pau-Gelos 2000 Gelos, Francia Terra rossa $25,000                         |            |           |               |                  |
| 17 aprile | Dubrovnik Open 2000 Ragusa, Croazia Terra rossa $10,000                                      |            |           |               |                  |
| 17 aprile | Dubrovnik Open 2000 Ragusa, Croazia Terra rossa $10,000                                      |            |           |               |                  |
| 17 aprile | ITF Femenil San Luis Potosí 2000 San Luis Potosí, Messico Terra rossa $25,000                |            |           |               |                  |
| 17 aprile | ITF Femenil San Luis Potosí 2000 San Luis Potosí, Messico Terra rossa $25,000                |            |           |               |                  |
| 17 aprile | Internazionali di San Severo 2000 San Severo, Italia Terra rossa $10,000                     |            |           |               |                  |
| 17 aprile | Internazionali di San Severo 2000 San Severo, Italia Terra rossa $10,000                     |            |           |               |                  |
| 17 aprile | Xenia Athens Open 2000 Atene, Grecia Terra rossa $10,000                                     |            |           |               |                  |
| 17 aprile | Xenia Athens Open 2000 Atene, Grecia Terra rossa $10,000                                     |            |           |               |                  |
| 17 aprile | ITF Women's Circuit Dalian 2000 Dalian, Cina Cemento $10,000                                 |            |           |               |                  |
| 17 aprile | ITF Women's Circuit Dalian 2000 Dalian, Cina Cemento $10,000                                 |            |           |               |                  |
| 24 aprile | ITF Women's Circuit Talence 2000 Talence, Francia Cemento $10,000                            |            |           |               |                  |
| 24 aprile | ITF Women's Circuit Talence 2000 Talence, Francia Cemento $10,000                            |            |           |               |                  |
| 24 aprile | ITF Women's Circuit Cerignola 2000 Cerignola, Italia Terra rossa $10,000                     |            |           |               |                  |
| 24 aprile | ITF Women's Circuit Cerignola 2000 Cerignola, Italia Terra rossa $10,000                     |            |           |               |                  |
| 24 aprile | AEGON Pro Series Bournemouth 2000 Bournemouth, Gran Bretagna Terra rossa $10,000             |            |           |               |                  |
| 24 aprile | AEGON Pro Series Bournemouth 2000 Bournemouth, Gran Bretagna Terra rossa $10,000             |            |           |               |                  |
| 24 aprile | ITF Women's Circuit Sarasota 2000 Sarasota, USA Terra rossa $75,000                          |            |           |               |                  |
| 24 aprile | ITF Women's Circuit Sarasota 2000 Sarasota, USA Terra rossa $75,000                          |            |           |               |                  |

## Maggio
| Settimana | Torneo                                                                                        | Vincitrice | Finalista | Semifinaliste | Quarti di finale |
| --------- | --------------------------------------------------------------------------------------------- | ---------- | --------- | ------------- | ---------------- |
| 1º maggio | ITF Women's Circuit Itajai 2000 Itajaí, Brasile Cemento $10,000                               |            |           |               |                  |
| 1º maggio | ITF Women's Circuit Itajai 2000 Itajaí, Brasile Cemento $10,000                               |            |           |               |                  |
| 1º maggio | Kangaroo Cup International Ladies Open Tennis 2000 Gifu, Giappone Sintetico $50,000           |            |           |               |                  |
| 1º maggio | Kangaroo Cup International Ladies Open Tennis 2000 Gifu, Giappone Sintetico $50,000           |            |           |               |                  |
| 1º maggio | ITF Femenil Britania Coatzacoalcos 2000 Coatzacoalcos, Messico Cemento $25,000                |            |           |               |                  |
| 1º maggio | ITF Femenil Britania Coatzacoalcos 2000 Coatzacoalcos, Messico Cemento $25,000                |            |           |               |                  |
| 1º maggio | ITF Women's Circuit Virginia Beach 2000 Virginia Beach, USA Terra rossa $25,000               |            |           |               |                  |
| 1º maggio | ITF Women's Circuit Virginia Beach 2000 Virginia Beach, USA Terra rossa $25,000               |            |           |               |                  |
| 1º maggio | ITF Women's Circuit Hatfield 2000 Hatfield, Gran Bretagna Terra rossa $10,000                 |            |           |               |                  |
| 1º maggio | ITF Women's Circuit Hatfield 2000 Hatfield, Gran Bretagna Terra rossa $10,000                 |            |           |               |                  |
| 1º maggio | ITF Women's Circuit Angiulli 2000 Angiulli, Italia Terra rossa $10,000                        |            |           |               |                  |
| 1º maggio | ITF Women's Circuit Angiulli 2000 Angiulli, Italia Terra rossa $10,000                        |            |           |               |                  |
| 8 maggio  | ITF Women's Circuit Indora 2000 Indora, India Cemento $5,000                                  |            |           |               |                  |
| 8 maggio  | ITF Women's Circuit Indora 2000 Indora, India Cemento $5,000                                  |            |           |               |                  |
| 8 maggio  | Torneo Tennis Club Caserta 2000 Caserta, Italia Terra rossa $10,000                           |            |           |               |                  |
| 8 maggio  | Torneo Tennis Club Caserta 2000 Caserta, Italia Terra rossa $10,000                           |            |           |               |                  |
| 8 maggio  | AEGON Pro Series Swansea 2000 Swansea, Gran Bretagna Terra rossa $10,000                      |            |           |               |                  |
| 8 maggio  | AEGON Pro Series Swansea 2000 Swansea, Gran Bretagna Terra rossa $10,000                      |            |           |               |                  |
| 8 maggio  | Torneo Club Tennis Tortosa 2000 Tortosa, Spagna Terra rossa $10,000                           |            |           |               |                  |
| 8 maggio  | Torneo Club Tennis Tortosa 2000 Tortosa, Spagna Terra rossa $10,000                           |            |           |               |                  |
| 8 maggio  | ITF Women's Circuit Seoul 2000 Seul, Corea del Sud Terra rossa $50,000                        |            |           |               |                  |
| 8 maggio  | ITF Women's Circuit Seoul 2000 Seul, Corea del Sud Terra rossa $50,000                        |            |           |               |                  |
| 8 maggio  | ITF Women's Circuit Midlothian 2000 Midlothian, USA Terra rossa $25,000                       |            |           |               |                  |
| 8 maggio  | ITF Women's Circuit Midlothian 2000 Midlothian, USA Terra rossa $25,000                       |            |           |               |                  |
| 8 maggio  | ITF Women's Circuit Tampico 2000 Tampico, Messico Cemento $10,000                             |            |           |               |                  |
| 8 maggio  | ITF Women's Circuit Tampico 2000 Tampico, Messico Cemento $10,000                             |            |           |               |                  |
| 15 maggio | Internacional Femenil Poza Rica 2000 Poza Rica, Messico Cemento $10,000                       |            |           |               |                  |
| 15 maggio | Internacional Femenil Poza Rica 2000 Poza Rica, Messico Cemento $10,000                       |            |           |               |                  |
| 15 maggio | Porto Open 2000 Porto, Portogallo Terra rossa $75,000                                         |            |           |               |                  |
| 15 maggio | Porto Open 2000 Porto, Portogallo Terra rossa $75,000                                         |            |           |               |                  |
| 15 maggio | St. Dominic USTA Pro Circuit $25,000 Women's Challenger 2000 Jackson, USA Terra rossa $25,000 |            |           |               |                  |
| 15 maggio | St. Dominic USTA Pro Circuit $25,000 Women's Challenger 2000 Jackson, USA Terra rossa $25,000 |            |           |               |                  |
| 15 maggio | AEGON Pro Series Edinburgh 2000 Edimburgo, Gran Bretagna Terra rossa $25,000                  |            |           |               |                  |
| 15 maggio | AEGON Pro Series Edinburgh 2000 Edimburgo, Gran Bretagna Terra rossa $25,000                  |            |           |               |                  |
| 15 maggio | Trofeu Ciutat de Barcelona 2000 Barcellona, Spagna Terra rossa $10,000                        |            |           |               |                  |
| 15 maggio | Trofeu Ciutat de Barcelona 2000 Barcellona, Spagna Terra rossa $10,000                        |            |           |               |                  |
| 15 maggio | Trofeo Società Gestioni Energetiche 2000 Casale Monferrato, Italia Terra rossa $10,000        |            |           |               |                  |
| 15 maggio | Trofeo Società Gestioni Energetiche 2000 Casale Monferrato, Italia Terra rossa $10,000        |            |           |               |                  |
| 22 maggio | ITF Women's Circuit Jaffa-Tel Aviv 2000 Giaffa-Tel Aviv, Israele Cemento $10,000              |            |           |               |                  |
| 22 maggio | ITF Women's Circuit Jaffa-Tel Aviv 2000 Giaffa-Tel Aviv, Israele Cemento $10,000              |            |           |               |                  |
| 22 maggio | Torneo Internazionale Regione Piemonte 2000 Biella, Italia Terra rossa $10,000                |            |           |               |                  |
| 22 maggio | Torneo Internazionale Regione Piemonte 2000 Biella, Italia Terra rossa $10,000                |            |           |               |                  |
| 22 maggio | BGZ Cup 2000 Varsavia, Polonia Terra rossa $10,000                                            |            |           |               |                  |
| 22 maggio | BGZ Cup 2000 Varsavia, Polonia Terra rossa $10,000                                            |            |           |               |                  |
| 22 maggio | Hunt Communities USTA Women's Pro Tennis Classic El Paso 2000 El Paso, USA Cemento $10,000    |            |           |               |                  |
| 22 maggio | Hunt Communities USTA Women's Pro Tennis Classic El Paso 2000 El Paso, USA Cemento $10,000    |            |           |               |                  |
| 22 maggio | OVS Ladies Open 2000 Guimarães, Portogallo Cemento $25,000                                    |            |           |               |                  |
| 22 maggio | OVS Ladies Open 2000 Guimarães, Portogallo Cemento $25,000                                    |            |           |               |                  |
| 22 maggio | ITF Women's Circuit Ho Chi Minh City 2000 Ho Chi Minh, Vietnam Cemento $25,000                |            |           |               |                  |
| 22 maggio | ITF Women's Circuit Ho Chi Minh City 2000 Ho Chi Minh, Vietnam Cemento $25,000                |            |           |               |                  |
| 29 maggio | ITF Women's Circuit Shenzhen 2000 Shenzhen, Cina Cemento $25,000                              |            |           |               |                  |
| 29 maggio | ITF Women's Circuit Shenzhen 2000 Shenzhen, Cina Cemento $25,000                              |            |           |               |                  |
| 29 maggio | ITF Women's Circuit Skopje 2000 Skopje, Macedonia Terra rossa $10,000                         |            |           |               |                  |
| 29 maggio | ITF Women's Circuit Skopje 2000 Skopje, Macedonia Terra rossa $10,000                         |            |           |               |                  |
| 29 maggio | Memorial Eugenio Fontana 2000 Modena, Italia Terra rossa $25,000                              |            |           |               |                  |
| 29 maggio | Memorial Eugenio Fontana 2000 Modena, Italia Terra rossa $25,000                              |            |           |               |                  |
| 29 maggio | Macha Lake Satellite 2000 Staré Splavy, Repubblica Ceca Terra rossa $10,000                   |            |           |               |                  |
| 29 maggio | Macha Lake Satellite 2000 Staré Splavy, Repubblica Ceca Terra rossa $10,000                   |            |           |               |                  |
| 29 maggio | ITF Women's Circuit San Antonio 2000 San Antonio, USA Cemento $10,000                         |            |           |               |                  |
| 29 maggio | ITF Women's Circuit San Antonio 2000 San Antonio, USA Cemento $10,000                         |            |           |               |                  |

## Giugno
| Settimana | Torneo                                                                                      | Vincitrice | Finalista | Semifinaliste | Quarti di finale |
| --------- | ------------------------------------------------------------------------------------------- | ---------- | --------- | ------------- | ---------------- |
| 5 giugno  | ITF Women's Circuit Hilton Head Island 2000 Hilton Head Island, USA Cemento $10,000         |            |           |               |                  |
| 5 giugno  | ITF Women's Circuit Hilton Head Island 2000 Hilton Head Island, USA Cemento $10,000         |            |           |               |                  |
| 5 giugno  | ITF Incheon Women's Challenger Tennis 2000 Inchon, Corea del Sud Cemento $10,000            |            |           |               |                  |
| 5 giugno  | ITF Incheon Women's Challenger Tennis 2000 Inchon, Corea del Sud Cemento $10,000            |            |           |               |                  |
| 5 giugno  | Torneo Internazionale Femminile Città Di Galatina 2000 Galatina, Italia Terra rossa $25,000 |            |           |               |                  |
| 5 giugno  | Torneo Internazionale Femminile Città Di Galatina 2000 Galatina, Italia Terra rossa $25,000 |            |           |               |                  |
| 5 giugno  | LGT Open 2000 Vaduz, Liechtenstein Terra rossa $10,000                                      |            |           |               |                  |
| 5 giugno  | LGT Open 2000 Vaduz, Liechtenstein Terra rossa $10,000                                      |            |           |               |                  |
| 5 giugno  | ITF Women's Circuit Antalya 2000 Antalya, Turchia Terra rossa $10,000                       |            |           |               |                  |
| 5 giugno  | ITF Women's Circuit Antalya 2000 Antalya, Turchia Terra rossa $10,000                       |            |           |               |                  |
| 5 giugno  | The Surbiton Trophy 2000 Surbiton, Gran Bretagna Erba $25,000                               |            |           |               |                  |
| 5 giugno  | The Surbiton Trophy 2000 Surbiton, Gran Bretagna Erba $25,000                               |            |           |               |                  |
| 5 giugno  | ITF Women's Circuit Pretoria 2000 Pretoria, Sudafrica Cemento $10,000                       |            |           |               |                  |
| 5 giugno  | ITF Women's Circuit Pretoria 2000 Pretoria, Sudafrica Cemento $10,000                       |            |           |               |                  |
| 12 giugno | ITF Women's Circuit Benoni 2000 Benoni, Sudafrica Cemento $10,000                           |            |           |               |                  |
| 12 giugno | ITF Women's Circuit Benoni 2000 Benoni, Sudafrica Cemento $10,000                           |            |           |               |                  |
| 12 giugno | ITF Women's Circuit Ankara 2000 Ankara, Turchia Terra rossa $10,000                         |            |           |               |                  |
| 12 giugno | ITF Women's Circuit Ankara 2000 Ankara, Turchia Terra rossa $10,000                         |            |           |               |                  |
| 12 giugno | Kedzierzyn Kozle Cup 2000 Kędzierzyn-Koźle, Polonia Terra rossa $10,000                     |            |           |               |                  |
| 12 giugno | Kedzierzyn Kozle Cup 2000 Kędzierzyn-Koźle, Polonia Terra rossa $10,000                     |            |           |               |                  |
| 12 giugno | ITF Women's Circuit Hoorn 2000 Hoorn, Paesi Bassi Terra rossa $10,000                       |            |           |               |                  |
| 12 giugno | ITF Women's Circuit Hoorn 2000 Hoorn, Paesi Bassi Terra rossa $10,000                       |            |           |               |                  |
| 12 giugno | Torneo Internazionale Femminile Città di Grado 2000 Grado, Italia Terra rossa $25,000       |            |           |               |                  |
| 12 giugno | Torneo Internazionale Femminile Città di Grado 2000 Grado, Italia Terra rossa $25,000       |            |           |               |                  |
| 12 giugno | Lenzerheide Open 2000 Lenzerheide, Svizzera Terra rossa $25,000                             |            |           |               |                  |
| 12 giugno | Lenzerheide Open 2000 Lenzerheide, Svizzera Terra rossa $25,000                             |            |           |               |                  |
| 12 giugno | Open GDF SUEZ de Marseille 2000 Marsiglia, Francia Terra rossa $50,000                      |            |           |               |                  |
| 12 giugno | Open GDF SUEZ de Marseille 2000 Marsiglia, Francia Terra rossa $50,000                      |            |           |               |                  |
| 12 giugno | ITF Women's Circuit Seoul 2000 Seul, Corea del Sud Cemento $10,000                          |            |           |               |                  |
| 12 giugno | ITF Women's Circuit Seoul 2000 Seul, Corea del Sud Cemento $10,000                          |            |           |               |                  |
| 12 giugno | ITF Women's Circuit Mount Pleasant 2000 Mount Pleasant, USA Cemento $25,000                 |            |           |               |                  |
| 12 giugno | ITF Women's Circuit Mount Pleasant 2000 Mount Pleasant, USA Cemento $25,000                 |            |           |               |                  |
| 19 giugno | ITF Women's Circuit Montreal 2000 Montréal, Canada Cemento $10,000                          |            |           |               |                  |
| 19 giugno | ITF Women's Circuit Montreal 2000 Montréal, Canada Cemento $10,000                          |            |           |               |                  |
| 19 giugno | Go'n'GO Tennis Cup Gorizia 2000 Gorizia, Italia Terra rossa $25,000                         |            |           |               |                  |
| 19 giugno | Go'n'GO Tennis Cup Gorizia 2000 Gorizia, Italia Terra rossa $25,000                         |            |           |               |                  |
| 19 giugno | ITF Women's Circuit Sopot 2000 Sopot, Polonia Terra rossa $25,000                           |            |           |               |                  |
| 19 giugno | ITF Women's Circuit Sopot 2000 Sopot, Polonia Terra rossa $25,000                           |            |           |               |                  |
| 19 giugno | Future Alkmaar 2000 Alkmaar, Paesi Bassi Terra rossa $10,000                                |            |           |               |                  |
| 19 giugno | Future Alkmaar 2000 Alkmaar, Paesi Bassi Terra rossa $10,000                                |            |           |               |                  |
| 19 giugno | Montemor Ladies Open 2000 Montemor, Portogallo Terra rossa $10,000                          |            |           |               |                  |
| 19 giugno | Montemor Ladies Open 2000 Montemor, Portogallo Terra rossa $10,000                          |            |           |               |                  |
| 19 giugno | Sampo Open 2000 Tallinn, Estonia Terra rossa $10,000                                        |            |           |               |                  |
| 19 giugno | Sampo Open 2000 Tallinn, Estonia Terra rossa $10,000                                        |            |           |               |                  |
| 19 giugno | ITF Women's Circuit Easton 2000 Easton, USA Cemento $10,000                                 |            |           |               |                  |
| 19 giugno | ITF Women's Circuit Easton 2000 Easton, USA Cemento $10,000                                 |            |           |               |                  |
| 26 giugno | ITF Women's Circuit Springfield 2000 Springfield, USA Cemento $10,000                       |            |           |               |                  |
| 26 giugno | ITF Women's Circuit Springfield 2000 Springfield, USA Cemento $10,000                       |            |           |               |                  |
| 26 giugno | TEIJIN Twaron Trophy 2000 Velp, Paesi Bassi Terra rossa $10,000                             |            |           |               |                  |
| 26 giugno | TEIJIN Twaron Trophy 2000 Velp, Paesi Bassi Terra rossa $10,000                             |            |           |               |                  |
| 26 giugno | Swedish Ladies 2000 Båstad, Svezia Terra rossa $10,000                                      |            |           |               |                  |
| 26 giugno | Swedish Ladies 2000 Båstad, Svezia Terra rossa $10,000                                      |            |           |               |                  |
| 26 giugno | ITF Women's Circuit Lachine 2000 Lachine, Canada Terra rossa $10,000                        |            |           |               |                  |
| 26 giugno | ITF Women's Circuit Lachine 2000 Lachine, Canada Terra rossa $10,000                        |            |           |               |                  |
| 26 giugno | Memorial Benito Grassi 2000 Orbetello, Italia Terra rossa $25,000                           |            |           |               |                  |
| 26 giugno | Memorial Benito Grassi 2000 Orbetello, Italia Terra rossa $25,000                           |            |           |               |                  |
| 26 giugno | Ted-Firatpen Ladies Open 2000 Istanbul, Turchia Cemento $10,000                             |            |           |               |                  |
| 26 giugno | Ted-Firatpen Ladies Open 2000 Istanbul, Turchia Cemento $10,000                             |            |           |               |                  |
| 26 giugno | ITF Women's Circuit Elvas 2000 Elvas, Portogallo Cemento $10,000                            |            |           |               |                  |
| 26 giugno | ITF Women's Circuit Elvas 2000 Elvas, Portogallo Cemento $10,000                            |            |           |               |                  |

## Luglio
| Settimana | Torneo | Vincitrice | Finalista | Semifinaliste | Quarti di finale |
| --------- | --- | ---------- | --------- | ------------- | ---------------- |
| 1º luglio | ITF Women's Circuit Amersfoort 2000 Amersfoort, Paesi Bassi Terra rossa $10,000                            |            |           |               |                  |
| 1º luglio | ITF Women's Circuit Amersfoort 2000 Amersfoort, Paesi Bassi Terra rossa $10,000                            |            |           |               |                  |
| 3 luglio  | ITF Women's Circuit Edmond 2000 Edmond, USA Cemento $10,000                                                |            |           |               |                  |
| 3 luglio  | ITF Women's Circuit Edmond 2000 Edmond, USA Cemento $10,000                                                |            |           |               |                  |
| 3 luglio  | ITF Women's Circuit Los Gatos 2000 Los Gatos, USA Cemento $50,000                                          |            |           |               |                  |
| 3 luglio  | ITF Women's Circuit Los Gatos 2000 Los Gatos, USA Cemento $50,000                                          |            |           |               |                  |
| 3 luglio  | Open GDF Suez de Mont de Marsan 2000 Mont-de-Marsan, Francia Terra rossa $25,000                           |            |           |               |                  |
| 3 luglio  | Open GDF Suez de Mont de Marsan 2000 Mont-de-Marsan, Francia Terra rossa $25,000                           |            |           |               |                  |
| 3 luglio  | ITF Women's Circuit Civitanova 2000 Civitanova Marche, Italia Terra rossa $25,000                          |            |           |               |                  |
| 3 luglio  | ITF Women's Circuit Civitanova 2000 Civitanova Marche, Italia Terra rossa $25,000                          |            |           |               |                  |
| 3 luglio  | Internationaler Württembergische Damen-Tennis-Meisterschaften 2000 Vaihingen, Germania Terra rossa $25,000 |            |           |               |                  |
| 3 luglio  | Internationaler Württembergische Damen-Tennis-Meisterschaften 2000 Vaihingen, Germania Terra rossa $25,000 |            |           |               |                  |
| 8 luglio  | AEGON Pro Series Felixstowe 2000 Felixstowe, Gran Bretagna Erba $25,000                                    |            |           |               |                  |
| 8 luglio  | AEGON Pro Series Felixstowe 2000 Felixstowe, Gran Bretagna Erba $25,000                                    |            |           |               |                  |
| 10 luglio | ITF Women's Circuit Winnipeg 2000 Winnipeg, Canada Cemento $25,000                                         |            |           |               |                  |
| 10 luglio | ITF Women's Circuit Winnipeg 2000 Winnipeg, Canada Cemento $25,000                                         |            |           |               |                  |
| 10 luglio | Iris Ladies Trophy 2000 Bruxelles, Belgio Terra rossa $10,000                                              |            |           |               |                  |
| 10 luglio | Iris Ladies Trophy 2000 Bruxelles, Belgio Terra rossa $10,000                                              |            |           |               |                  |
| 10 luglio | Darmstadt Tennis International 2000 Darmstadt, Germania Terra rossa $25,000                                |            |           |               |                  |
| 10 luglio | Darmstadt Tennis International 2000 Darmstadt, Germania Terra rossa $25,000                                |            |           |               |                  |
| 10 luglio | Internacional de Getxo 2000 Getxo, Spagna Terra rossa $25,000                                              |            |           |               |                  |
| 10 luglio | Internacional de Getxo 2000 Getxo, Spagna Terra rossa $25,000                                              |            |           |               |                  |
| 10 luglio | Torneo Internazionale Femminile Città di Sezze 2000 Sezze, Italia Terra rossa $10,000                      |            |           |               |                  |
| 10 luglio | Torneo Internazionale Femminile Città di Sezze 2000 Sezze, Italia Terra rossa $10,000                      |            |           |               |                  |
| 10 luglio | ITF Women's Circuit Peachtree 2000 Peachtree City, USA Cemento $25,000                                     |            |           |               |                  |
| 10 luglio | ITF Women's Circuit Peachtree 2000 Peachtree City, USA Cemento $25,000                                     |            |           |               |                  |
| 10 luglio | Mitra Kemayoran Women's Circuit 2000 Giacarta, Indonesia Cemento $10,000                                   |            |           |               |                  |
| 10 luglio | Mitra Kemayoran Women's Circuit 2000 Giacarta, Indonesia Cemento $10,000                                   |            |           |               |                  |
| 17 luglio | Mitra Kemayoran Women's Circuit 2000 Giacarta, Indonesia Cemento $10,000                                   |            |           |               |                  |
| 17 luglio | Mitra Kemayoran Women's Circuit 2000 Giacarta, Indonesia Cemento $10,000                                   |            |           |               |                  |
| 17 luglio | ITF Women's Circuit Fontanafredda 2000 Fontanafredda, Italia Terra rossa $25,000                           |            |           |               |                  |
| 17 luglio | ITF Women's Circuit Fontanafredda 2000 Fontanafredda, Italia Terra rossa $25,000                           |            |           |               |                  |
| 17 luglio | AEGON Pro Series Frinton 2000 Frinton-on-Sea, Gran Bretagna Erba $10,000                                   |            |           |               |                  |
| 17 luglio | AEGON Pro Series Frinton 2000 Frinton-on-Sea, Gran Bretagna Erba $10,000                                   |            |           |               |                  |
| 17 luglio | ITF Women's Circuit Puchheim 2000 Puchheim, Germania Terra rossa $25,000                                   |            |           |               |                  |
| 17 luglio | ITF Women's Circuit Puchheim 2000 Puchheim, Germania Terra rossa $25,000                                   |            |           |               |                  |
| 17 luglio | Open International du Touquet 2000 Le Touquet, Francia Terra rossa $25,000                                 |            |           |               |                  |
| 17 luglio | Open International du Touquet 2000 Le Touquet, Francia Terra rossa $25,000                                 |            |           |               |                  |
| 17 luglio | Iris Ladies Trophy 2000 Bruxelles, Belgio Terra rossa $10,000                                              |            |           |               |                  |
| 17 luglio | Iris Ladies Trophy 2000 Bruxelles, Belgio Terra rossa $10,000                                              |            |           |               |                  |
| 17 luglio | ITF Women's Circuit Caracas 2000 Caracas, Venezuela Cemento $10,000                                        |            |           |               |                  |
| 17 luglio | ITF Women's Circuit Caracas 2000 Caracas, Venezuela Cemento $10,000                                        |            |           |               |                  |
| 17 luglio | ITF Women's Circuit Baltimore 2000 Baltimora, USA Cemento $10,000                                          |            |           |               |                  |
| 17 luglio | ITF Women's Circuit Baltimore 2000 Baltimora, USA Cemento $10,000                                          |            |           |               |                  |
| 17 luglio | Ciudad de Valladolid 2000 Valladolid, Spagna Cemento $25,000                                               |            |           |               |                  |
| 17 luglio | Ciudad de Valladolid 2000 Valladolid, Spagna Cemento $25,000                                               |            |           |               |                  |
| 17 luglio | Odlum Brown Vancouver Open 2000 Vancouver, Canada Cemento $10,000                                          |            |           |               |                  |
| 17 luglio | Odlum Brown Vancouver Open 2000 Vancouver, Canada Cemento $10,000                                          |            |           |               |                  |
| 17 luglio | ITF Women's Circuit Mahwah 2000 Mahwah, USA Cemento $50,000                                                |            |           |               |                  |
| 17 luglio | ITF Women's Circuit Mahwah 2000 Mahwah, USA Cemento $50,000                                                |            |           |               |                  |
| 24 luglio | Open GDF SUEZ des Contamines-Montjoie 2000 Les Contamines, Francia Cemento $25,000                         |            |           |               |                  |
| 24 luglio | Open GDF SUEZ des Contamines-Montjoie 2000 Les Contamines, Francia Cemento $25,000                         |            |           |               |                  |
| 24 luglio | ITF Women's Circuit Liege 2000 Liegi, Belgio Terra rossa $50,000                                           |            |           |               |                  |
| 24 luglio | ITF Women's Circuit Liege 2000 Liegi, Belgio Terra rossa $50,000                                           |            |           |               |                  |
| 24 luglio | ITF Women's Circuit Lido Di Camaiore 2000 Lido di Camaiore, Italia Terra rossa $10,000                     |            |           |               |                  |
| 24 luglio | ITF Women's Circuit Lido Di Camaiore 2000 Lido di Camaiore, Italia Terra rossa $10,000                     |            |           |               |                  |
| 24 luglio | BMW AHG Cup 2000 Horb am Neckar, Germania Terra rossa $10,000                                              |            |           |               |                  |
| 24 luglio | BMW AHG Cup 2000 Horb am Neckar, Germania Terra rossa $10,000                                              |            |           |               |                  |
| 24 luglio | Odlum Brown Vancouver Open 2000 Vancouver, Canada Cemento $10,000                                          |            |           |               |                  |
| 24 luglio | Odlum Brown Vancouver Open 2000 Vancouver, Canada Cemento $10,000                                          |            |           |               |                  |
| 24 luglio | Torneo Internacional de Navarra 2000 Pamplona, Spagna Cemento $25,000                                      |            |           |               |                  |
| 24 luglio | Torneo Internacional de Navarra 2000 Pamplona, Spagna Cemento $25,000                                      |            |           |               |                  |
| 24 luglio | ITF Women's Circuit Salt Lake City 2000 Salt Lake City, USA Cemento $50,000                                |            |           |               |                  |
| 24 luglio | ITF Women's Circuit Salt Lake City 2000 Salt Lake City, USA Cemento $50,000                                |            |           |               |                  |
| 24 luglio | Ellesse Ladies Irish Open 2000 Dublino, Irlanda Sintetico $25,000                                          |            |           |               |                  |
| 24 luglio | Ellesse Ladies Irish Open 2000 Dublino, Irlanda Sintetico $25,000                                          |            |           |               |                  |
| 24 luglio | Women's Hospital Classic 2000 Evansville, USA Cemento $10,000                                              |            |           |               |                  |
| 24 luglio | Women's Hospital Classic 2000 Evansville, USA Cemento $10,000                                              |            |           |               |                  |
| 29 luglio | Open Saint-Gaudens Midi Pyrénées 2000 Saint-Gaudens, Francia Terra rossa $25,000                           |            |           |               |                  |
| 29 luglio | Open Saint-Gaudens Midi Pyrénées 2000 Saint-Gaudens, Francia Terra rossa $25,000                           |            |           |               |                  |
| 31 luglio | ITF Women's Circuit Harrisonburg 2000 Harrisonburg, USA Cemento $10,000                                    |            |           |               |                  |
| 31 luglio | ITF Women's Circuit Harrisonburg 2000 Harrisonburg, USA Cemento $10,000                                    |            |           |               |                  |
| 31 luglio | Fifth Third Bank Tennis Championships 2000 Lexington, USA Cemento $50,000                                  |            |           |               |                  |
| 31 luglio | Fifth Third Bank Tennis Championships 2000 Lexington, USA Cemento $50,000                                  |            |           |               |                  |
| 31 luglio | Cidade de Vigo 2000 Vigo, Spagna Terra rossa $10,000                                                       |            |           |               |                  |
| 31 luglio | Cidade de Vigo 2000 Vigo, Spagna Terra rossa $10,000                                                       |            |           |               |                  |
| 31 luglio | ITF Women's Circuit Guayaquil 2000 Guayaquil, Ecuador Terra rossa $10,000                                  |            |           |               |                  |
| 31 luglio | ITF Women's Circuit Guayaquil 2000 Guayaquil, Ecuador Terra rossa $10,000                                  |            |           |               |                  |
| 31 luglio | BRD Women's Cup 2000 Bucarest, Romania Terra rossa $10,000                                                 |            |           |               |                  |
| 31 luglio | BRD Women's Cup 2000 Bucarest, Romania Terra rossa $10,000                                                 |            |           |               |                  |
| 31 luglio | ITF Women's Circuit Rabat 2000 Rabat, Marocco Terra rossa $10,000                                          |            |           |               |                  |
| 31 luglio | ITF Women's Circuit Rabat 2000 Rabat, Marocco Terra rossa $10,000                                          |            |           |               |                  |
| 31 luglio | Bella Cup 2000 Toruń, Polonia Terra rossa $10,000                                                          |            |           |               |                  |
| 31 luglio | Bella Cup 2000 Toruń, Polonia Terra rossa $10,000                                                          |            |           |               |                  |
| 31 luglio | Baden Pokal 2000 Ettenheim, Germania Cemento $50,000                                                       |            |           |               |                  |
| 31 luglio | Baden Pokal 2000 Ettenheim, Germania Cemento $50,000                                                       |            |           |               |                  |
| 31 luglio | Coppa Città di Alghero 2000 Alghero, Italia Cemento $25,000                                                |            |           |               |                  |
| 31 luglio | Coppa Città di Alghero 2000 Alghero, Italia Cemento $25,000                                                |            |           |               |                  |

## Agosto
| Settimana | Torneo                                                                            | Vincitrice | Finalista | Semifinaliste | Quarti di finale |
| --------- | --------------------------------------------------------------------------------- | ---------- | --------- | ------------- | ---------------- |
| 7 agosto  | ITF Women's Circuit Nonthabuiri 2000 Nonthabuiri, Thailandia Cemento $10,000      |            |           |               |                  |
| 7 agosto  | ITF Women's Circuit Nonthabuiri 2000 Nonthabuiri, Thailandia Cemento $10,000      |            |           |               |                  |
| 7 agosto  | Ted-Firatpen Ladies Open 2000 Istanbul, Turchia Cemento $10,000                   |            |           |               |                  |
| 7 agosto  | Ted-Firatpen Ladies Open 2000 Istanbul, Turchia Cemento $10,000                   |            |           |               |                  |
| 7 agosto  | ITF Women's Circuit Lima 2000 Lima, Perù Terra rossa $10,000                      |            |           |               |                  |
| 7 agosto  | ITF Women's Circuit Lima 2000 Lima, Perù Terra rossa $10,000                      |            |           |               |                  |
| 7 agosto  | Open Gaz de France du Périgord 2000 Périgueux, Francia Terra rossa $10,000        |            |           |               |                  |
| 7 agosto  | Open Gaz de France du Périgord 2000 Périgueux, Francia Terra rossa $10,000        |            |           |               |                  |
| 7 agosto  | Rebecq Ladiez Trophy 2000 Rebecq, Belgio Terra rossa $10,000                      |            |           |               |                  |
| 7 agosto  | Rebecq Ladiez Trophy 2000 Rebecq, Belgio Terra rossa $10,000                      |            |           |               |                  |
| 7 agosto  | Hechingen Ladies Open 2000 Hechingen, Germania Terra rossa $25,000                |            |           |               |                  |
| 7 agosto  | Hechingen Ladies Open 2000 Hechingen, Germania Terra rossa $25,000                |            |           |               |                  |
| 7 agosto  | ITF Women's Circuit Carthage 2000 Cartagine, Tunisia Terra rossa $25,000          |            |           |               |                  |
| 7 agosto  | ITF Women's Circuit Carthage 2000 Cartagine, Tunisia Terra rossa $25,000          |            |           |               |                  |
| 7 agosto  | AEGON Pro Series Bath ITF 2000 Bath, Gran Bretagna Cemento $10,000                |            |           |               |                  |
| 7 agosto  | AEGON Pro Series Bath ITF 2000 Bath, Gran Bretagna Cemento $10,000                |            |           |               |                  |
| 7 agosto  | Ceisa Cup 2000 Rimini, Italia Cemento $10,000                                     |            |           |               |                  |
| 7 agosto  | Ceisa Cup 2000 Rimini, Italia Cemento $10,000                                     |            |           |               |                  |
| 12 agosto | AEGON Pro Series Cumberland 2000 Londra, Gran Bretagna Cemento $10,000            |            |           |               |                  |
| 12 agosto | AEGON Pro Series Cumberland 2000 Londra, Gran Bretagna Cemento $10,000            |            |           |               |                  |
| 14 agosto | ITF Women's Circuit Nonthabuiri 2000 Nonthabuiri, Thailandia Cemento $10,000      |            |           |               |                  |
| 14 agosto | ITF Women's Circuit Nonthabuiri 2000 Nonthabuiri, Thailandia Cemento $10,000      |            |           |               |                  |
| 14 agosto | EmblemHealth Bronx Open 2000 Bronx, USA Cemento $50,000                           |            |           |               |                  |
| 14 agosto | EmblemHealth Bronx Open 2000 Bronx, USA Cemento $50,000                           |            |           |               |                  |
| 14 agosto | Flanders Ladies Trophy Koksijde 2000 Koksijde, Belgio Terra rossa $10,000         |            |           |               |                  |
| 14 agosto | Flanders Ladies Trophy Koksijde 2000 Koksijde, Belgio Terra rossa $10,000         |            |           |               |                  |
| 14 agosto | Copa Club The Strongest 2000 La Paz, Bolivia Terra rossa $10,000                  |            |           |               |                  |
| 14 agosto | Copa Club The Strongest 2000 La Paz, Bolivia Terra rossa $10,000                  |            |           |               |                  |
| 14 agosto | Deza Trophy 2000 Valašské Meziříčí, Repubblica Ceca Terra rossa $10,000           |            |           |               |                  |
| 14 agosto | Deza Trophy 2000 Valašské Meziříčí, Repubblica Ceca Terra rossa $10,000           |            |           |               |                  |
| 14 agosto | Aosta Cup 2000 Aosta, Italia Terra rossa $10,000                                  |            |           |               |                  |
| 14 agosto | Aosta Cup 2000 Aosta, Italia Terra rossa $10,000                                  |            |           |               |                  |
| 14 agosto | ITF Women's Circuit Cuernavaca 2000 Cuernavaca, Messico Terra rossa $10,000       |            |           |               |                  |
| 14 agosto | ITF Women's Circuit Cuernavaca 2000 Cuernavaca, Messico Terra rossa $10,000       |            |           |               |                  |
| 14 agosto | Ted-Firatpen Ladies Open 2000 Istanbul, Turchia Cemento $50,000                   |            |           |               |                  |
| 14 agosto | Ted-Firatpen Ladies Open 2000 Istanbul, Turchia Cemento $50,000                   |            |           |               |                  |
| 21 agosto | ITF Women's Circuit Toluca 2000 Toluca, Messico Terra rossa $10,000               |            |           |               |                  |
| 21 agosto | ITF Women's Circuit Toluca 2000 Toluca, Messico Terra rossa $10,000               |            |           |               |                  |
| 21 agosto | BRD Groupe Societe Generale 2000 Bucarest, Romania Terra rossa $10,000            |            |           |               |                  |
| 21 agosto | BRD Groupe Societe Generale 2000 Bucarest, Romania Terra rossa $10,000            |            |           |               |                  |
| 21 agosto | International Country Cuneo 2000 Cuneo, Italia Terra rossa $10,000                |            |           |               |                  |
| 21 agosto | International Country Cuneo 2000 Cuneo, Italia Terra rossa $10,000                |            |           |               |                  |
| 21 agosto | Westend Ladies Tennis Cup 2000 Westend, Belgio Terra rossa $10,000                |            |           |               |                  |
| 21 agosto | Westend Ladies Tennis Cup 2000 Westend, Belgio Terra rossa $10,000                |            |           |               |                  |
| 21 agosto | ITF Women's Circuit Kastoria 2000 Kastoria, Grecia Sintetico $10,000              |            |           |               |                  |
| 21 agosto | ITF Women's Circuit Kastoria 2000 Kastoria, Grecia Sintetico $10,000              |            |           |               |                  |
| 21 agosto | ITF Women's Circuit Buenos Aires 2000 Buenos Aires, Argentina Terra rossa $10,000 |            |           |               |                  |
| 21 agosto | ITF Women's Circuit Buenos Aires 2000 Buenos Aires, Argentina Terra rossa $10,000 |            |           |               |                  |
| 21 agosto | Infond Open 2000 Maribor, Slovenia Terra rossa $25,000                            |            |           |               |                  |
| 21 agosto | Infond Open 2000 Maribor, Slovenia Terra rossa $25,000                            |            |           |               |                  |
| 26 agosto | Città di Spoleto 2000 Spoleto, Italia Terra rossa $10,000                         |            |           |               |                  |
| 26 agosto | Città di Spoleto 2000 Spoleto, Italia Terra rossa $10,000                         |            |           |               |                  |
| 28 agosto | Ted-Firatpen Ladies Open 2000 Istanbul, Turchia Cemento $10,000                   |            |           |               |                  |
| 28 agosto | Ted-Firatpen Ladies Open 2000 Istanbul, Turchia Cemento $10,000                   |            |           |               |                  |
| 28 agosto | ITF Women's Circuit Kugayama 2000 Kugayama, Giappone Cemento $10,000              |            |           |               |                  |
| 28 agosto | ITF Women's Circuit Kugayama 2000 Kugayama, Giappone Cemento $10,000              |            |           |               |                  |
| 28 agosto | ITF Women's Circuit Jaipur 2000 Jaipur, India Erba $10,000                        |            |           |               |                  |
| 28 agosto | ITF Women's Circuit Jaipur 2000 Jaipur, India Erba $10,000                        |            |           |               |                  |
| 28 agosto | Plzen Cup 2000 Plzeň, Repubblica Ceca Terra rossa $25,000                         |            |           |               |                  |
| 28 agosto | Plzen Cup 2000 Plzeň, Repubblica Ceca Terra rossa $25,000                         |            |           |               |                  |
| 28 agosto | ITF Women's Circuit Buenos Aires 2000 Buenos Aires, Argentina Terra rossa $10,000 |            |           |               |                  |
| 28 agosto | ITF Women's Circuit Buenos Aires 2000 Buenos Aires, Argentina Terra rossa $10,000 |            |           |               |                  |
| 28 agosto | Mostar Ladies Open 2000 Mostar, Bosnia ed Erzegovina Terra rossa $10,000          |            |           |               |                  |
| 28 agosto | Mostar Ladies Open 2000 Mostar, Bosnia ed Erzegovina Terra rossa $10,000          |            |           |               |                  |
| 28 agosto | ITF Women's Circuit Budapest 2000 Budapest, Ungheria Terra rossa $10,000          |            |           |               |                  |
| 28 agosto | ITF Women's Circuit Budapest 2000 Budapest, Ungheria Terra rossa $10,000          |            |           |               |                  |
| 28 agosto | Knoll Open 2000 Bad Saulgau, Germania Terra rossa $10,000                         |            |           |               |                  |
| 28 agosto | Knoll Open 2000 Bad Saulgau, Germania Terra rossa $10,000                         |            |           |               |                  |
| 28 agosto | ITF Women's Circuit Ciudad Juarez 2000 Ciudad Juárez, Messico Terra rossa $10,000 |            |           |               |                  |
| 28 agosto | ITF Women's Circuit Ciudad Juarez 2000 Ciudad Juárez, Messico Terra rossa $10,000 |            |           |               |                  |

## Settembre
| Settimana    | Torneo                                                                               | Vincitrice | Finalista | Semifinaliste | Quarti di finale |
| ------------ | ------------------------------------------------------------------------------------ | ---------- | --------- | ------------- | ---------------- |
| 4 settembre  | ITF Women's Circuit Ibaraki 2000 Ibaraki, Giappone Cemento $10,000                   |            |           |               |                  |
| 4 settembre  | ITF Women's Circuit Ibaraki 2000 Ibaraki, Giappone Cemento $10,000                   |            |           |               |                  |
| 4 settembre  | ITF Women's Circuit Delhi 2000 Delhi, India Cemento $10,000                          |            |           |               |                  |
| 4 settembre  | ITF Women's Circuit Delhi 2000 Delhi, India Cemento $10,000                          |            |           |               |                  |
| 4 settembre  | Zaton Open 2000 Zara, Croazia Terra rossa $10,000                                    |            |           |               |                  |
| 4 settembre  | Zaton Open 2000 Zara, Croazia Terra rossa $10,000                                    |            |           |               |                  |
| 4 settembre  | ITF Women's Circuit Buenos Aires 2000 Buenos Aires, Argentina Terra rossa $10,000    |            |           |               |                  |
| 4 settembre  | ITF Women's Circuit Buenos Aires 2000 Buenos Aires, Argentina Terra rossa $10,000    |            |           |               |                  |
| 4 settembre  | Open GDF SUEZ de la Porte du Hainaut 2000 Denain, Francia Terra rossa $50,000        |            |           |               |                  |
| 4 settembre  | Open GDF SUEZ de la Porte du Hainaut 2000 Denain, Francia Terra rossa $50,000        |            |           |               |                  |
| 4 settembre  | Internazionali Città di Fano 2000 Fano, Italia Terra rossa $25,000                   |            |           |               |                  |
| 4 settembre  | Internazionali Città di Fano 2000 Fano, Italia Terra rossa $25,000                   |            |           |               |                  |
| 4 settembre  | BRD Groupe Societe Generale 2000 Bucarest, Romania Terra rossa $25,000               |            |           |               |                  |
| 4 settembre  | BRD Groupe Societe Generale 2000 Bucarest, Romania Terra rossa $25,000               |            |           |               |                  |
| 4 settembre  | Trofeu Ciutat De Mollerussa 2000 Mollerusa, Spagna Cemento $10,000                   |            |           |               |                  |
| 4 settembre  | Trofeu Ciutat De Mollerussa 2000 Mollerusa, Spagna Cemento $10,000                   |            |           |               |                  |
| 11 settembre | ITF Women's Circuit Hopewell Giuction 2000 Hopewell Junction, USA Cemento $25,000    |            |           |               |                  |
| 11 settembre | ITF Women's Circuit Hopewell Giuction 2000 Hopewell Junction, USA Cemento $25,000    |            |           |               |                  |
| 11 settembre | ITF Women's Circuit Osaka 2000 Osaka, Giappone Cemento $10,000                       |            |           |               |                  |
| 11 settembre | ITF Women's Circuit Osaka 2000 Osaka, Giappone Cemento $10,000                       |            |           |               |                  |
| 11 settembre | Open GDF Bordeaux 2000 Bordeaux, Francia Terra rossa $75,000                         |            |           |               |                  |
| 11 settembre | Open GDF Bordeaux 2000 Bordeaux, Francia Terra rossa $75,000                         |            |           |               |                  |
| 11 settembre | ITF Women's Circuit Reggio Calabria 2000 Reggio Calabria, Italia Terra rossa $25,000 |            |           |               |                  |
| 11 settembre | ITF Women's Circuit Reggio Calabria 2000 Reggio Calabria, Italia Terra rossa $25,000 |            |           |               |                  |
| 11 settembre | ITF Women's Circuit Otocec 2000 Otočec, Slovenia Terra rossa $25,000                 |            |           |               |                  |
| 11 settembre | ITF Women's Circuit Otocec 2000 Otočec, Slovenia Terra rossa $25,000                 |            |           |               |                  |
| 11 settembre | ITF Women's Circuit Buenos Aires 2000 Buenos Aires, Argentina Terra rossa $10,000    |            |           |               |                  |
| 11 settembre | ITF Women's Circuit Buenos Aires 2000 Buenos Aires, Argentina Terra rossa $10,000    |            |           |               |                  |
| 11 settembre | Allianz Cup 2000 Sofia, Bulgaria Terra rossa $25,000                                 |            |           |               |                  |
| 11 settembre | Allianz Cup 2000 Sofia, Bulgaria Terra rossa $25,000                                 |            |           |               |                  |
| 11 settembre | Biograd Open 2000 Zaravecchia, Croazia Terra rossa $10,000                           |            |           |               |                  |
| 11 settembre | Biograd Open 2000 Zaravecchia, Croazia Terra rossa $10,000                           |            |           |               |                  |
| 11 settembre | ITF Women's Circuit Hohhot 2000 Hohhot, Cina Terra rossa $10,000                     |            |           |               |                  |
| 11 settembre | ITF Women's Circuit Hohhot 2000 Hohhot, Cina Terra rossa $10,000                     |            |           |               |                  |
| 11 settembre | Torneo Internacional Ciudad de Alcorcón 2000 Madrid, Spagna Terra rossa $10,000      |            |           |               |                  |
| 11 settembre | Torneo Internacional Ciudad de Alcorcón 2000 Madrid, Spagna Terra rossa $10,000      |            |           |               |                  |
| 11 settembre | ITF Women's Circuit Bangalore 2000 Bangalore, India Terra rossa $10,000              |            |           |               |                  |
| 11 settembre | ITF Women's Circuit Bangalore 2000 Bangalore, India Terra rossa $10,000              |            |           |               |                  |
| 11 settembre | ITF Women's Circuit Odessa 2000 Odessa, Ucraina Cemento $10,000                      |            |           |               |                  |
| 11 settembre | ITF Women's Circuit Odessa 2000 Odessa, Ucraina Cemento $10,000                      |            |           |               |                  |
| 18 settembre | ITF Women's Circuit Antalya 2000 Antalya, Turchia Cemento $10,000                    |            |           |               |                  |
| 18 settembre | ITF Women's Circuit Antalya 2000 Antalya, Turchia Cemento $10,000                    |            |           |               |                  |
| 18 settembre | AEGON Pro Series Sunderland 2000 Sunderland, Gran Bretagna Cemento $10,000           |            |           |               |                  |
| 18 settembre | AEGON Pro Series Sunderland 2000 Sunderland, Gran Bretagna Cemento $10,000           |            |           |               |                  |
| 18 settembre | ITF Women's Circuit Asuncion 2000 Asunción, Paraguay Terra rossa $10,000             |            |           |               |                  |
| 18 settembre | ITF Women's Circuit Asuncion 2000 Asunción, Paraguay Terra rossa $10,000             |            |           |               |                  |
| 18 settembre | ITF Women's Circuit Greenville 2000 Greenville, USA Terra rossa $10,000              |            |           |               |                  |
| 18 settembre | ITF Women's Circuit Greenville 2000 Greenville, USA Terra rossa $10,000              |            |           |               |                  |
| 18 settembre | Makarska Ladies Open 2000 Macarsca, Croazia Terra rossa $10,000                      |            |           |               |                  |
| 18 settembre | Makarska Ladies Open 2000 Macarsca, Croazia Terra rossa $10,000                      |            |           |               |                  |
| 18 settembre | Trofeo Città di Lecce 2000 Lecce, Italia Terra rossa $25,000                         |            |           |               |                  |
| 18 settembre | Trofeo Città di Lecce 2000 Lecce, Italia Terra rossa $25,000                         |            |           |               |                  |
| 18 settembre | Yusa Open 2000 Kyoto, Giappone Sintetico $10,000                                     |            |           |               |                  |
| 18 settembre | Yusa Open 2000 Kyoto, Giappone Sintetico $10,000                                     |            |           |               |                  |
| 18 settembre | ITF Women's Circuit Moscow 2000 Mosca, Russia Sintetico $10,000                      |            |           |               |                  |
| 18 settembre | ITF Women's Circuit Moscow 2000 Mosca, Russia Sintetico $10,000                      |            |           |               |                  |
| 18 settembre | Torneo Thessaloniki Tennis Club 2000 Salonicco, Grecia Sintetico $25,000             |            |           |               |                  |
| 18 settembre | Torneo Thessaloniki Tennis Club 2000 Salonicco, Grecia Sintetico $25,000             |            |           |               |                  |
| 18 settembre | ITF Women's Circuit Kirkland 2000 Kirkland, USA Cemento $75,000                      |            |           |               |                  |
| 18 settembre | ITF Women's Circuit Kirkland 2000 Kirkland, USA Cemento $75,000                      |            |           |               |                  |
| 23 settembre | RBC Bank Women's Challenger 2000 Raleigh, USA Terra rossa $10,000                    |            |           |               |                  |
| 23 settembre | RBC Bank Women's Challenger 2000 Raleigh, USA Terra rossa $10,000                    |            |           |               |                  |
| 25 settembre | ITF Women's Circuit Santa Clara 2000 Santa Clara, USA Cemento $75,000                |            |           |               |                  |
| 25 settembre | ITF Women's Circuit Santa Clara 2000 Santa Clara, USA Cemento $75,000                |            |           |               |                  |
| 25 settembre | AEGON Pro Series Glasgow 2000 Glasgow, Gran Bretagna Cemento $10,000                 |            |           |               |                  |
| 25 settembre | AEGON Pro Series Glasgow 2000 Glasgow, Gran Bretagna Cemento $10,000                 |            |           |               |                  |
| 25 settembre | ITF Women's Circuit Saga 2000 Saga, Giappone Erba $25,000                            |            |           |               |                  |
| 25 settembre | ITF Women's Circuit Saga 2000 Saga, Giappone Erba $25,000                            |            |           |               |                  |
| 25 settembre | ITF Women's Circuit Antalya 2000 Antalya, Turchia Terra rossa $10,000                |            |           |               |                  |
| 25 settembre | ITF Women's Circuit Antalya 2000 Antalya, Turchia Terra rossa $10,000                |            |           |               |                  |
| 25 settembre | ITF Women's Circuit Montevideo 2000 Montevideo, Uruguay Terra rossa $10,000          |            |           |               |                  |
| 25 settembre | ITF Women's Circuit Montevideo 2000 Montevideo, Uruguay Terra rossa $10,000          |            |           |               |                  |
| 25 settembre | ITF Women's Circuit Lerida 2000 Lleida, Spagna Terra rossa $10,000                   |            |           |               |                  |
| 25 settembre | ITF Women's Circuit Lerida 2000 Lleida, Spagna Terra rossa $10,000                   |            |           |               |                  |
| 25 settembre | Makarska Ladies Open 2000 Macarsca, Croazia Terra rossa $10,000                      |            |           |               |                  |
| 25 settembre | Makarska Ladies Open 2000 Macarsca, Croazia Terra rossa $10,000                      |            |           |               |                  |
| 25 settembre | ITF Women's Circuit Verona 2000 Verona, Italia Terra rossa $25,000                   |            |           |               |                  |
| 25 settembre | ITF Women's Circuit Verona 2000 Verona, Italia Terra rossa $25,000                   |            |           |               |                  |
| 25 settembre | Tbilisi Open 2000 Tbilisi, Georgia Terra rossa $25,000                               |            |           |               |                  |
| 25 settembre | Tbilisi Open 2000 Tbilisi, Georgia Terra rossa $25,000                               |            |           |               |                  |

## Ottobre
| Settimana  | Torneo                                                                                      | Vincitrice | Finalista | Semifinaliste | Quarti di finale |
| ---------- | ------------------------------------------------------------------------------------------- | ---------- | --------- | ------------- | ---------------- |
| 2 ottobre  | Rakuten Japan Open 2000 Tokyo, Giappone Erba $10,000                                        |            |           |               |                  |
| 2 ottobre  | Rakuten Japan Open 2000 Tokyo, Giappone Erba $10,000                                        |            |           |               |                  |
| 2 ottobre  | Coleman Vision Tennis Championships 2000 Albuquerque, USA Cemento $50,000                   |            |           |               |                  |
| 2 ottobre  | Coleman Vision Tennis Championships 2000 Albuquerque, USA Cemento $50,000                   |            |           |               |                  |
| 2 ottobre  | Makarska Ladies Open 2000 Macarsca, Croazia Terra rossa $25,000                             |            |           |               |                  |
| 2 ottobre  | Makarska Ladies Open 2000 Macarsca, Croazia Terra rossa $25,000                             |            |           |               |                  |
| 2 ottobre  | Batumi Open 2000 Batumi, Georgia Terra rossa $75,000                                        |            |           |               |                  |
| 2 ottobre  | Batumi Open 2000 Batumi, Georgia Terra rossa $75,000                                        |            |           |               |                  |
| 2 ottobre  | Open Catalunya 2000 Gerona, Spagna Terra rossa $25,000                                      |            |           |               |                  |
| 2 ottobre  | Open Catalunya 2000 Gerona, Spagna Terra rossa $25,000                                      |            |           |               |                  |
| 2 ottobre  | ITF Women's Circuit Cairo 2000 Il Cairo, Egitto Terra rossa $10,000                         |            |           |               |                  |
| 2 ottobre  | ITF Women's Circuit Cairo 2000 Il Cairo, Egitto Terra rossa $10,000                         |            |           |               |                  |
| 2 ottobre  | ITF Women's Circuit Fiumicino 2000 Fiumicino, Italia Terra rossa $10,000                    |            |           |               |                  |
| 2 ottobre  | ITF Women's Circuit Fiumicino 2000 Fiumicino, Italia Terra rossa $10,000                    |            |           |               |                  |
| 2 ottobre  | ITF Women's Circuit Hallandale Beach 2000 Hallandale Beach, USA Terra rossa $10,000         |            |           |               |                  |
| 2 ottobre  | ITF Women's Circuit Hallandale Beach 2000 Hallandale Beach, USA Terra rossa $10,000         |            |           |               |                  |
| 2 ottobre  | ITF Women's Circuit Messico City 2000 Città del Messico, Messico Terra rossa $10,000        |            |           |               |                  |
| 2 ottobre  | ITF Women's Circuit Messico City 2000 Città del Messico, Messico Terra rossa $10,000        |            |           |               |                  |
| 7 ottobre  | Ciampino Open 2000 Ciampino, Italia Terra rossa $10,000                                     |            |           |               |                  |
| 7 ottobre  | Ciampino Open 2000 Ciampino, Italia Terra rossa $10,000                                     |            |           |               |                  |
| 9 ottobre  | ITF Women's Circuit Messico City 2000 Città del Messico, Messico Cemento $25,000            |            |           |               |                  |
| 9 ottobre  | ITF Women's Circuit Messico City 2000 Città del Messico, Messico Cemento $25,000            |            |           |               |                  |
| 9 ottobre  | ITF Women's Circuit Cairo 2000 Il Cairo, Egitto Terra rossa $10,000                         |            |           |               |                  |
| 9 ottobre  | ITF Women's Circuit Cairo 2000 Il Cairo, Egitto Terra rossa $10,000                         |            |           |               |                  |
| 9 ottobre  | ITF Women's Circuit Miramar 2000 Miramar, USA Terra rossa $25,000                           |            |           |               |                  |
| 9 ottobre  | ITF Women's Circuit Miramar 2000 Miramar, USA Terra rossa $25,000                           |            |           |               |                  |
| 9 ottobre  | Allianz Bulgaria Holding Cup 2000 Sofia, Bulgaria Terra rossa $10,000                       |            |           |               |                  |
| 9 ottobre  | Allianz Bulgaria Holding Cup 2000 Sofia, Bulgaria Terra rossa $10,000                       |            |           |               |                  |
| 9 ottobre  | AEGON Pro Series Welwyn 2000 Welwyn, Gran Bretagna Cemento $25,000                          |            |           |               |                  |
| 9 ottobre  | AEGON Pro Series Welwyn 2000 Welwyn, Gran Bretagna Cemento $25,000                          |            |           |               |                  |
| 9 ottobre  | Internationaux Féminins de la Vienne 2000 Poitiers, Francia Cemento $75,000                 |            |           |               |                  |
| 9 ottobre  | Internationaux Féminins de la Vienne 2000 Poitiers, Francia Cemento $75,000                 |            |           |               |                  |
| 14 ottobre | ITF Women's Circuit Largo Challenger 2000 Largo, USA Cemento $75,000                        |            |           |               |                  |
| 14 ottobre | ITF Women's Circuit Largo Challenger 2000 Largo, USA Cemento $75,000                        |            |           |               |                  |
| 14 ottobre | Trofeo Gioielleria Ferretti 2000 Chieti, Italia Terra rossa $10,000                         |            |           |               |                  |
| 14 ottobre | Trofeo Gioielleria Ferretti 2000 Chieti, Italia Terra rossa $10,000                         |            |           |               |                  |
| 16 ottobre | Open GDF Suez de Touraine 2000 Joué-lès-Tours, Francia Cemento $25,000                      |            |           |               |                  |
| 16 ottobre | Open GDF Suez de Touraine 2000 Joué-lès-Tours, Francia Cemento $25,000                      |            |           |               |                  |
| 16 ottobre | ITF Women's Circuit Gwalior 2000 Gwalior, India Terra rossa $10,000                         |            |           |               |                  |
| 16 ottobre | ITF Women's Circuit Gwalior 2000 Gwalior, India Terra rossa $10,000                         |            |           |               |                  |
| 16 ottobre | AEGON Pro Series Cardiff 2000 Cardiff, Gran Bretagna Sintetico $50,000                      |            |           |               |                  |
| 16 ottobre | AEGON Pro Series Cardiff 2000 Cardiff, Gran Bretagna Sintetico $50,000                      |            |           |               |                  |
| 16 ottobre | ITF Women's Circuit Brisbane 2000 Brisbane, Australia Cemento $25,000                       |            |           |               |                  |
| 16 ottobre | ITF Women's Circuit Brisbane 2000 Brisbane, Australia Cemento $25,000                       |            |           |               |                  |
| 23 ottobre | ITF Women's Circuit Dalby 2000 Dalby, Australia Cemento $25,00                              |            |           |               |                  |
| 23 ottobre | ITF Women's Circuit Dalby 2000 Dalby, Australia Cemento $25,00                              |            |           |               |                  |
| 23 ottobre | ITF Women's Circuit Dallas 2000 Dallas, USA Cemento $50,000                                 |            |           |               |                  |
| 23 ottobre | ITF Women's Circuit Dallas 2000 Dallas, USA Cemento $50,000                                 |            |           |               |                  |
| 23 ottobre | ITF Women's Circuit Seoul 2000 Seul, Corea del Sud Cemento $50,000                          |            |           |               |                  |
| 23 ottobre | ITF Women's Circuit Seoul 2000 Seul, Corea del Sud Cemento $50,000                          |            |           |               |                  |
| 23 ottobre | ITF Women's Circuit Seoul 2000 Seul, Corea del Sud Cemento $50,000                          |            |           |               |                  |
| 23 ottobre | ITF Women's Circuit Seoul 2000 Seul, Corea del Sud Cemento $50,000                          |            |           |               |                  |
| 23 ottobre | Open International de la Ville de Saint Raphael 2000 Saint-Raphaël, Francia Cemento $25,000 |            |           |               |                  |
| 23 ottobre | Open International de la Ville de Saint Raphael 2000 Saint-Raphaël, Francia Cemento $25,000 |            |           |               |                  |
| 23 ottobre | ITF Women's Circuit New Delhi 2000 Nuova Delhi, India Cemento $10,000                       |            |           |               |                  |
| 23 ottobre | ITF Women's Circuit New Delhi 2000 Nuova Delhi, India Cemento $10,000                       |            |           |               |                  |
| 28 ottobre | ITF Women's Circuit Cairo 2000 Il Cairo, Egitto Terra rossa $10,000                         |            |           |               |                  |
| 28 ottobre | ITF Women's Circuit Cairo 2000 Il Cairo, Egitto Terra rossa $10,000                         |            |           |               |                  |
| 30 ottobre | ITF Women's Circuit Ashkelon 2000 Ascalona, Israele Cemento $10,000                         |            |           |               |                  |
| 30 ottobre | ITF Women's Circuit Ashkelon 2000 Ascalona, Israele Cemento $10,000                         |            |           |               |                  |
| 30 ottobre | Mitra Kemayoran Women's Circuit 2000 Giacarta, Indonesia Cemento $10,000                    |            |           |               |                  |
| 30 ottobre | Mitra Kemayoran Women's Circuit 2000 Giacarta, Indonesia Cemento $10,000                    |            |           |               |                  |
| 30 ottobre | ITF Women's Circuit New Delhi 2000 Nuova Delhi, India Cemento $10,000                       |            |           |               |                  |
| 30 ottobre | ITF Women's Circuit New Delhi 2000 Nuova Delhi, India Cemento $10,000                       |            |           |               |                  |
| 30 ottobre | Stockholm Ladies 2000 Stoccolma, Svezia Cemento $10,000                                     |            |           |               |                  |
| 30 ottobre | Stockholm Ladies 2000 Stoccolma, Svezia Cemento $10,000                                     |            |           |               |                  |
| 30 ottobre | ITF Women's Circuit Gold Coast 2000 Gold Coast, Australia Cemento $25,000                   |            |           |               |                  |
| 30 ottobre | ITF Women's Circuit Gold Coast 2000 Gold Coast, Australia Cemento $25,000                   |            |           |               |                  |
| 30 ottobre | ITF Women's Circuit Hull 2000 Kingston upon Hull, Gran Bretagna Cemento $25,000             |            |           |               |                  |
| 30 ottobre | ITF Women's Circuit Hull 2000 Kingston upon Hull, Gran Bretagna Cemento $25,000             |            |           |               |                  |
| 30 ottobre | ITF Women's Circuit Haywood 2000 Haywood, USA Cemento $25,000                               |            |           |               |                  |
| 30 ottobre | ITF Women's Circuit Haywood 2000 Haywood, USA Cemento $25,000                               |            |           |               |                  |
| 30 ottobre | ITF Women's Circuit New Delhi 2000 Nuova Delhi, India Cemento $25,000                       |            |           |               |                  |
| 30 ottobre | ITF Women's Circuit New Delhi 2000 Nuova Delhi, India Cemento $25,000                       |            |           |               |                  |
| 30 ottobre | Altea Star Cup 2000 Minsk, Bielorussia Sintetico $10,000                                    |            |           |               |                  |
| 30 ottobre | Altea Star Cup 2000 Minsk, Bielorussia Sintetico $10,000                                    |            |           |               |                  |

## Novembre
| Settimana   | Torneo                                                                                        | Vincitrice | Finalista | Semifinaliste | Quarti di finale |
| ----------- | --------------------------------------------------------------------------------------------- | ---------- | --------- | ------------- | ---------------- |
| 4 novembre  | ITF Women's Circuit Bandung 2000 Bandung, Indonesia Cemento $10,000                           |            |           |               |                  |
| 4 novembre  | ITF Women's Circuit Bandung 2000 Bandung, Indonesia Cemento $10,000                           |            |           |               |                  |
| 4 novembre  | ITF Women's Circuit Elmansoura 2000 Mansura, Egitto Terra rossa $10,000                       |            |           |               |                  |
| 4 novembre  | ITF Women's Circuit Elmansoura 2000 Mansura, Egitto Terra rossa $10,000                       |            |           |               |                  |
| 4 novembre  | ITF Granada Trofeo Mapfre 2000 Granada, Spagna Terra rossa $10,000                            |            |           |               |                  |
| 4 novembre  | ITF Granada Trofeo Mapfre 2000 Granada, Spagna Terra rossa $10,000                            |            |           |               |                  |
| 6 novembre  | ITF Women's Circuit Villenave D'Ornon 2000 Villenave-d'Ornon, Francia Terra rossa $10,000     |            |           |               |                  |
| 6 novembre  | ITF Women's Circuit Villenave D'Ornon 2000 Villenave-d'Ornon, Francia Terra rossa $10,000     |            |           |               |                  |
| 6 novembre  | ITF Women's Circuit Pittsburgh 2000 Pittsburgh, USA Cemento $50,000                           |            |           |               |                  |
| 6 novembre  | ITF Women's Circuit Pittsburgh 2000 Pittsburgh, USA Cemento $50,000                           |            |           |               |                  |
| 11 novembre | ITF Women's Circuit El Salvador Satellite 2000 San Salvador, El Salvador Terra rossa $10,000  |            |           |               |                  |
| 11 novembre | ITF Women's Circuit El Salvador Satellite 2000 San Salvador, El Salvador Terra rossa $10,000  |            |           |               |                  |
| 13 novembre | Nyrstar Port Pirie Tennis International 2000 Port Pirie, Australia Cemento $75,000            |            |           |               |                  |
| 13 novembre | Nyrstar Port Pirie Tennis International 2000 Port Pirie, Australia Cemento $75,000            |            |           |               |                  |
| 13 novembre | Stupava Cup 2000 Stupava, Slovacchia Cemento $10,000                                          |            |           |               |                  |
| 13 novembre | Stupava Cup 2000 Stupava, Slovacchia Cemento $10,000                                          |            |           |               |                  |
| 13 novembre | Open de Havre 2000 Le Havre, Francia Terra rossa $10,000                                      |            |           |               |                  |
| 13 novembre | Open de Havre 2000 Le Havre, Francia Terra rossa $10,000                                      |            |           |               |                  |
| 13 novembre | ITF Women's Circuit Haibara 2000 Haibara, Giappone Terra rossa $10,000                        |            |           |               |                  |
| 13 novembre | ITF Women's Circuit Haibara 2000 Haibara, Giappone Terra rossa $10,000                        |            |           |               |                  |
| 13 novembre | ITF Women's Circuit Naples 2000 Naples, USA Terra rossa $50,000                               |            |           |               |                  |
| 13 novembre | ITF Women's Circuit Naples 2000 Naples, USA Terra rossa $50,000                               |            |           |               |                  |
| 13 novembre | Smart ITF Women's Circuit Manila 2000 Manila, Filippine Cemento $10,000                       |            |           |               |                  |
| 13 novembre | Smart ITF Women's Circuit Manila 2000 Manila, Filippine Cemento $10,000                       |            |           |               |                  |
| 18 novembre | ITF Women's Circuit Israel Satellite 2000 Be'er Sheva, Israele Cemento $75,000                |            |           |               |                  |
| 18 novembre | ITF Women's Circuit Israel Satellite 2000 Be'er Sheva, Israele Cemento $75,000                |            |           |               |                  |
| 20 novembre | Smart ITF Women's Circuit Manila 2000 Manila, Filippine Cemento $10,000                       |            |           |               |                  |
| 20 novembre | Smart ITF Women's Circuit Manila 2000 Manila, Filippine Cemento $10,000                       |            |           |               |                  |
| 20 novembre | Trofeo Ca'n Simó 2000 Maiorca, Spagna Terra rossa $10,000                                     |            |           |               |                  |
| 20 novembre | Trofeo Ca'n Simó 2000 Maiorca, Spagna Terra rossa $10,000                                     |            |           |               |                  |
| 20 novembre | France VI Satellite 2000 Deauville, Francia Terra rossa France Singolare - Doppio             |            |           |               |                  |
| 20 novembre | France VI Satellite 2000 Deauville, Francia Terra rossa France Singolare - Doppio             |            |           |               |                  |
| 20 novembre | ITF Women's Circuit Nuriootpa 2000 Nuriootpa, Australia Cemento $25,000                       |            |           |               |                  |
| 20 novembre | ITF Women's Circuit Nuriootpa 2000 Nuriootpa, Australia Cemento $25,000                       |            |           |               |                  |
| 20 novembre | Kofu Open 2000 Kōfu, Giappone Sintetico $10,000 Singolare - Doppio                            |            |           |               |                  |
| 20 novembre | Kofu Open 2000 Kōfu, Giappone Sintetico $10,000 Singolare - Doppio                            |            |           |               |                  |
| 27 novembre | ITF Women's Circuit Tucson Challenger 2000 Tucson, USA Cemento $75,000                        |            |           |               |                  |
| 27 novembre | ITF Women's Circuit Tucson Challenger 2000 Tucson, USA Cemento $75,000                        |            |           |               |                  |
| 27 novembre | City of Mount Gambier Blue Lake Women's Classic 2000 Mount Gambier, Australia Cemento $75,000 |            |           |               |                  |
| 27 novembre | City of Mount Gambier Blue Lake Women's Classic 2000 Mount Gambier, Australia Cemento $75,000 |            |           |               |                  |
| 27 novembre | Trofeo Ca'n Simo 2 2000 Maiorca, Spagna Terra rossa $10,000                                   |            |           |               |                  |
| 27 novembre | Trofeo Ca'n Simo 2 2000 Maiorca, Spagna Terra rossa $10,000                                   |            |           |               |                  |
| 27 novembre | $75,000 Israele Satellite 2000 Arad, Israele Cemento $75,000                                  |            |           |               |                  |
| 27 novembre | $75,000 Israele Satellite 2000 Arad, Israele Cemento $75,000                                  |            |           |               |                  |

## Dicembre
| Settimana   | Torneo                                                                                     | Vincitrice | Finalista | Semifinaliste | Quarti di finale |
| ----------- | ------------------------------------------------------------------------------------------ | ---------- | --------- | ------------- | ---------------- |
| 2 dicembre  | Cali Challeneger 2000 Cali, Colombia Terra rossa $10,000 Singolare - Doppio                |            |           |               |                  |
| 2 dicembre  | Cali Challeneger 2000 Cali, Colombia Terra rossa $10,000 Singolare - Doppio                |            |           |               |                  |
| 4 dicembre  | Cergy Pontoise Challenger 2000 Cergy-Pontoise, Francia Cemento $75,000 Singolare - Doppio  |            |           |               |                  |
| 4 dicembre  | Cergy Pontoise Challenger 2000 Cergy-Pontoise, Francia Cemento $75,000 Singolare - Doppio  |            |           |               |                  |
| 4 dicembre  | Torneo Santa Fe De Bogota 2000 Bogotà, Colombia Terra rossa $10,000 Singolare - Doppio     |            |           |               |                  |
| 4 dicembre  | Torneo Santa Fe De Bogota 2000 Bogotà, Colombia Terra rossa $10,000 Singolare - Doppio     |            |           |               |                  |
| 11 dicembre | Repubblica Ceca 3 Satellite 2000 Praga, Repubblica Ceca Cemento $75,000 Singolare - Doppio |            |           |               |                  |
| 11 dicembre | Repubblica Ceca 3 Satellite 2000 Praga, Repubblica Ceca Cemento $75,000 Singolare - Doppio |            |           |               |                  |